# Wijboschbroek
Wijboschbroek is een Nederlands natuurgebied, gelegen ten noorden van Schijndel. Het is 248 ha groot en zal worden uitgebreid tot 550 ha door aankoop van enclaves. Een groot deel van het gebied is in beheer bij Staatsbosbeheer. Naar het zuiden toe gaat het gebied over in De Smaldonken en de kom van Wijbosch, terwijl het in het noorden wordt begrensd door de Zuid-Willemsvaart.

## Geschiedenis

### 17e eeuw
Het Wijboschbroek is ontstaan als ontginning van het oorspronkelijke broeklandschap ten oosten van het gehucht Wijbosch. Het bestond uit een open drassig broekland dat naadloos aansloot op het Veghels Broek (De Dubbelen en Grootdonk te Veghel. Dwars door het Wijboschbroek stroomt de Biezenloop, een zijtak van de Aa. Het Wijboschbroek was een overloopgebied voor beide rivieren.
Tot in de achttiende eeuw behoorde het Wijboschbroek tot de gemeentegronden van Wijbosch en Schijndel. Inwoners van deze dorpen mochten het gebied gebruiken om het vee te laten grazen. 

### 18e eeuw
Rond 1750 werden delen van het broeklandschap op grote schaal rationeel verkaveld. Door de aanleg van sloten werd het gebied gedeeltelijk ontwaterd. De omzetting in weiland en aanplant van populieren werd hierdoor mogelijk gemaakt. Als ontginningsas werd gebruikgemaakt van de Veghelsedijk, de oude verbindingsweg tussen Schijndel-Wijbosch en Veghel. Het resultaat van deze ontginningen was het kenmerkende Meierijse populierenlandschap dat zich hier grofweg uitstrekte in de driehoek Dinther, Veghel en Schijndel. Het Wijboschbroek vormt het middelpunt van dit populierenlandschap. 

### 19e eeuw
Van 1850-1900 begon de systematische bebossing, waartoe rabatten werden aangelegd. De boomgroei bestond wederom uit populieren met daaronder hakhout, bestaande uit wilgen en elzen.
In 1944 zijn vanuit het Wijboschbroek door de Duitsers aanvallen uitgevoerd op Veghel en tevergeefs op Schijndel. Hier is verder weinig over bekend. Wel zijn hier sporen van terug te vinden in het Wijboschbroek zelf.

### 20e eeuw
In de 20e eeuw werden de bossen omgevormd tot opgaand bos. Vanaf 1954 werd er ook veel naaldhout aangeplant. De verdere verlaging van de grondwaterstand in de twintigste eeuw, had een grote invloed op de vegetatie in het gebied. Door de verstedelijking van de regio, waaronder uitbreiding van Wijbosch, Veghel en de aanleg van de Rijksweg A50 is het landschapsbeeld aangetast. Het aangrenzende populierenlandschap rond Kilsdonk en De Dubbelen is verdwenen, waardoor het behoud van het Wijboschbroek nog belangrijker is geworden. Het landschap kent dan ook een hoge cultuurhistorische waardering.

## Huidige staat
De graslanden worden tegenwoordig extensief beheerd en de lanen worden door de schaapskudde van Schaapskooi Schijndel open gehouden. Vanaf de schaapskooi starten een aantal wandelroutes.
Vanwege de lemige bodem en hoge waterstand, waardoor ook kalkrijke kwel ontstaat, heeft zich hier een unieke flora kunnen ontwikkelen. Het voorjaarsaspect van bosanemoon en slanke sleutelbloem is overweldigend.
Het natuurgebied laat een gevarieerd landschap zien.
Broekbossen van elzen en vogelkers, boomweiden, lanen met populieren, griend, eikenbossen en op de hogere delen naaldbossen. Naast de reeds genoemde plantensoorten vindt men hier zeldzaamheden als Eenbes, Grote keverorchis, Boskortsteel, Gulden boterbloem, Zwartblauwe rapunzel, Knikkend nagelkruid en Kale vrouwenmantel. Van de vogels kunnen worden genoemd: Havik, Sperwer, Bosuil, Houtsnip, Boomklever, Wielewaal, Zwarte specht, Kleine bonte specht, Fluiter, Nachtegaal, Geelgors, Sprinkhaanzanger en Bosrietzanger. Amfibieën zijn Kamsalamander en Heikikker.
De natuurwaarden in het gebied staan onder grote druk vanwege ernstige verdroging in de eerste decennia van de 21ste eeuw. Het eigendom en beheer is bovendien sterk versnipperd. Staatsbosbeheer probeert, samen met Waterschap Aa en Maas en Provincie Noord-Brabant, de natuur te behouden en te herstellen. Zij doen dit o.a. door het uitvoeren van inrichtingsmaatregelen, het aanpassen van de grondwaterstanden, grondaankoop en kavelruil.